# François Achille Bazaine
François Achille Bazaine (ur. 13 lutego 1811 w Wersalu, zm. 23 września 1888 w Madrycie) – francuski generał, od 1864 marszałek Francji.

## Zarys biografii
W 1850 mianowany dowódcą pułku Legii Cudzoziemskiej w Algierii. W latach 1853−1856 uczestnik wojny krymskiej, a także wojny włosko-francusko-austriackiej w 1859. W okresie 1863−1867 dowodził ekspedycją w Meksyku.
Podczas wojny francusko-pruskiej okazał się nieudolnym dowódcą. Poniósł klęskę w bitwie pod Gravelotte, po której wycofał się do twierdzy Metz, którą poddał 27 października 1870. Za błędy w dowodzeniu postawiony przed sądem, który w 1873 skazał go na śmierć i degradację. Najwyższy wymiar kary zamieniono na 20 lat pozbawienia wolności. Rok później uciekł z więzienia i ukrył się w Hiszpanii, gdzie zmarł.